# Molle Islands
Die Molle Islands sind eine Inselgruppe mit acht Inseln in der Great Barrier Reef World Heritage Area vor Queensland, Australien. Die Gruppe liegt unweit der Ostküste von Australien in der Nähe des touristischen Orts Airlie Beach.
Die Inseln werden heute allgemein zu einer Untergruppe der Whitsunday Islands zusammengefasst. Offiziell sind sie Bestandteil der Cumberland Islands, die James Cook im Jahre 1770 entdeckte und so benannte. Von den acht Inseln sind drei bewohnt.

## Inseln
| Inselname          | Aliasname         | Koordinaten           | Fläche | Einwohner |
| ------------------ | ----------------- | --------------------- | ------ | --------- |
| North Molle Island |                   | 20° 14′ S, 148° 49′ O | 2,64   | 0         |
| Mid Molle Island   |                   | 20° 15′ S, 148° 50′ O | 0,13   | 0         |
| Daydream Island    | West Molle Island | 20° 15′ S, 148° 49′ O | 0,23   | 30        |
| Planton Island     |                   | 20° 16′ S, 148° 51′ O | 0,11   | 0         |
| South Molle Island |                   | 20° 16′ S, 148° 50′ O | 4,66   | 40        |
| Goat Island        |                   | 20° 17′ S, 148° 51′ O | 0,05   | 0         |
| Denman Island      |                   | 20° 17′ S, 148° 51′ O | 0,10   | 0         |
| Long Island        |                   | 20° 21′ S, 148° 52′ O | 10,60  | 80        |
| Pine Island        |                   | 20° 23′ S, 148° 53′ O | 1,06   | 0         |

## Geschichte
Die Molle Islands wurden in einer Eiszeit als Inseln ausgebildet, als das Polareis schmolz und das Land flutete, denn zuvor waren sie Bestandteil des Festlands.
Die Inseln waren etwa 9000 Jahre lang ein Gebiet des Aboriginestammes der Ngaro. Sie waren Jäger und Sammler und lebten nomadisch, indem sie mit Booten zum Fischen oder zum Jagen und zur Wasseraufnahme Inseln anfuhren oder auf ihnen verweilten. Auf South Molle Island haben sie beispielsweise ihre Steinwerkzeuge hergestellt. Nachdem die Inselgruppe durch die Europäer entdeckt und besiedelt wurden, kam es zu Konfrontationen mit den weißen Kolonialisten, die das Land in Besitz nahmen; dadurch wurden die Aborigines aus ihrem ursprünglichen Lebensraum verdrängt und der Stamm ausgerottet.
Benannt ist die Inselgruppe nach dem Oberst George James Molle, der in der britischen Kolonialzeit Lieutenant Governor in New South Wales war. Als sich im Mai 1815 Leutnant Charles Jeffreys mit der Brigg HMS Kangaroo auf dem Weg nach Ceylon befand, landete er in dem Gebiet vor Long Island und gab dem Anlegeplatz den Namen Port Molle. Erst 1863 vergab die britische Admiralität den Namen Molle Islands und später erhielten die einzelnen Inseln die heute bekannten Namen.
In den frühen 1920er Jahren befanden sich South Molle Island, North Molle Island, West Molle Island, Planton Island, Denman Island, Mid Molle Lisland und Goat Island im Eigentum von Henry G. Lamond. Er war ein erfolgreicher Buchautor und lebte mit seiner Familie auf South Molle Island ab dem 19. April 1927. Er verkaufte West Molle Island an den Major Paddy Lee Murray und North Molle Island an einen gewissen Johnson aus dem westlichen Queensland. Am 19. April 1937 verkaufte er die Inselgruppe der Molles an die Familie Bauer, die auf South Molle Island ein Hotel Resort baute. Als die Ehefrau von Lamond im Jahre 1968 starb, ging er nach Brisbane.

## Touristische Informationen
Auf den drei bewohnten Inseln befinden sich Resort-Hotels. Unbewohnt sind die Denman Island, Goat Island (Ziegeninsel), Mid Molle Island, North Molle Island und Planton Island. Auf den Inseln ist der Molle-Islands-Nationalpark ausgewiesen. Auf den unbewohnten Inseln kann, beispielsweise auf der Denman Island, gecampt werden.
Die Inselgruppe liegt unmittelbar vor der australischen Küste und kann von dem nahegelegenen Shute Harbour mit Schiffen oder vor den bewohnten Inseln mit auf Wasser landenden Flugzeugen erreicht werden. Es besteht ferner die Möglichkeit, dass Schiffe von der Hamilton Island oder von der Whitsunday Island Touristen zu den bewohnten Inseln transportieren. Der nächstgelegene größere Ort ist Airlie Beach.